# Laubert
Laubert là một xã ở tỉnh Lozère trong vùng Occitanie, phía nam nước Pháp. Khu vực này có độ cao trung bình 1200 mét trên mực nước biển.
Laubert nằm bên tuyến RN88, 20 km (12 mi) về phía bắc Mende và 69 km (43 mi) về phía nam Le Puy-en-Velay.
Ở đây có phế tích toà lâu đài.